# Eleoscytalopus
Eleoscytalopus là một chi chim trong họ Rhinocryptidae.